# 車軸懸架
車軸懸架（しゃじくけんか）とは、自動車のサスペンション（懸架装置）形式のひとつで、左右の車輪が車軸でつながっているものである。リジッドアクスル（rigid axle）や固定車軸式等とも呼ばれる。使用するばねにより、リーフスプリング式とコイルスプリング式に大別される。車軸懸架に対するものは独立懸架である。

## 概要
独立懸架式が左右のサスペンションが個別に往復動することが可能であるのに対し、車軸懸架式では左右の車輪が車軸でつながっているため、互いの影響を受ける。また、アクスルハウジング自体が重く、ばね下重量が大きくなりがちである。しかし、起伏の多い地形では片側の車輪が押し上げられると反対側は強制的に押し下げられるので悪路での接地性能が良く、車体底面を打ちにくくなる利点がある。
古くは古代の原始的な荷車に始まり、ばねを備えた近世・近代の馬車にも一貫して用いられてきた手法で、かつてはほとんどの自動車のサスペンションが前後ともに車軸懸架方式であったが、路面追従性や乗り心地において独立懸架に劣り、乗用車の前輪ではほぼ廃れている。しかし構造が単純かつ堅牢（頑丈）で悪路に強いため、20世紀後半以降、21世紀現在でも主にトラックや大型車両、悪路走行を狙ったスポーツ・ユーティリティ・ビークル（SUV）に採用されている。また特に経費と空間に制約がある小型車や軽自動車のリアサスペンションもかつてはこの方式が主流であったが、小型乗用車の前輪駆動が一般化した1980年代以降はトーションビーム式が主流に移行している。
同じ方式でも見方によって呼び方は変わり、メーカーによって定義は様々である。例えばコイルスプリング車軸式もトーションビーム式もトレーリングアームを持っているので、どちらもトレーリングアーム式でもある。トーションビーム式にはむしろトレーリングアーム式独立懸架に近く、フォルクスワーゲンは実際にそう定義している。現実には在来の車軸懸架、トーションビーム式それぞれで多様な形態が存在するため、一様な定義は困難である。
鉄道車両史上では、最初期から今日まで標準的に採用されている。

## 構造

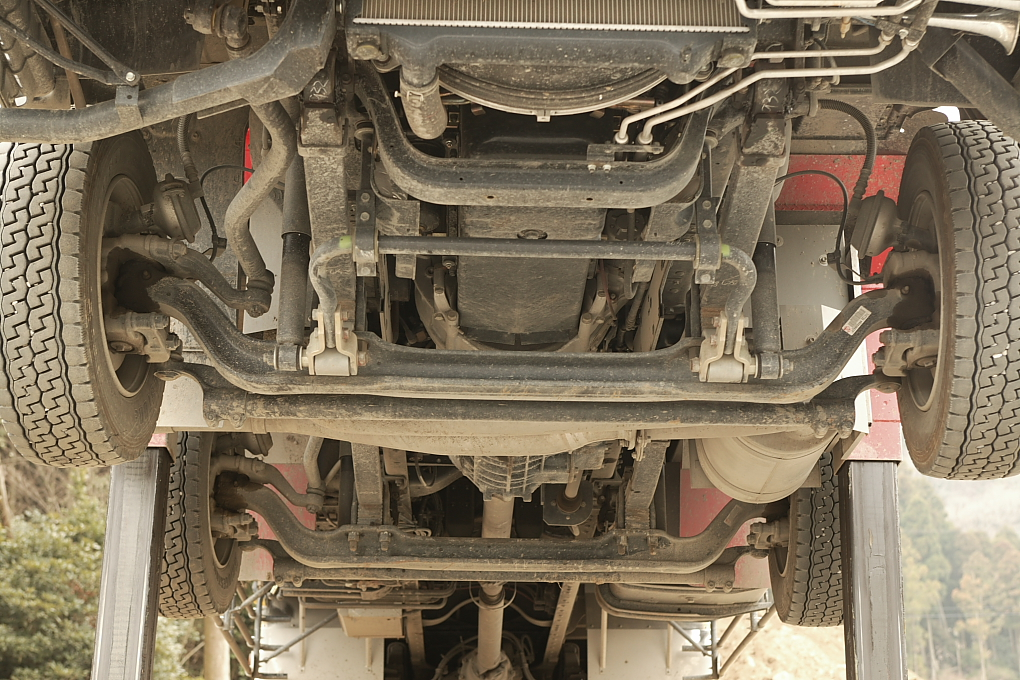
ビーム型車軸のリーフリジッド式

車軸は、左右の車輪を結ぶ一本の棒と考えることができるが、この周囲にばねやショックアブソーバー等を取り付けて構成する。
構造上、左右の車輪の動きが制限されることと、ばね下重量が大きくなることから、乗り心地は独立懸架式に劣るが、独立懸架と比べ、対地キャンバー変化が少ないこと、ロールセンターが高いこと、ホイールトラベルが大きく取れること、(乗り心地が悪いことの裏返しで)安定した荷重を車輪に掛け続けられるなどの利点もある。本格的なクロカン車においては、トランスファーの配置の都合上、デフケースが左右のどちらかに寄っていることが多い。
操安性と居住性の向上のため、フロントエンジン・後輪駆動（FR）車の前車軸が独立懸架方式へ移行した後も、後車軸には経費や耐久性の面で有利な、この車軸式が長く使われてきた。
現在はフロントエンジン・前輪駆動（FF）およびFRを基盤とした小型4WD車の後軸に用いられている。前軸にも採用するものはジムニーなど本格オフロード型四輪駆動車以外では見られなくなったが、貨物車では広く採用され続けており、小型トラックやライトバンなどでは後車軸に、2tクラスから大型トラックでは前後軸ともに採用されている。
アクスルと左右の車輪のハブベアリング部は剛結とするが、ステアリング機構の備わる場合はナックルを介し、水平方向にのみ首を振る（スイベルアクション）。
非駆動軸の場合、左右の車輪は丸あるいは角断面の鋼管（パイプ・チューブ）かI形断面のビームで結ばれる。ビームはI形鋼では無く、専用の鋳造や鍛造品である。アクスルビームは正面視でU字形となっており、操安性と居住性の向上のため、ばねとショックアブソーバー、それぞれの着力点は低くされている。操舵のための首振り機構は、二股に開いたステアリングナックルで車軸端をはさみこむ「逆エリオット型」と呼ばれるものがほとんどである。
駆動軸の場合、ドライブシャフト、デファレンシャル・ギアを内包する、丸や角鋼管の溶接品や鋳造品が用いられる事が殆どだが、一般的にアクスルチューブ、アクスルハウジングと呼ばれる。かつて、日本の旧運輸省などの自動車用語ではhousing（一般的には「ハウジング」）の誤読である「ホーシング」が使われていた。ばね下重量の軽減を目的とし、デフをアクスルと分離してばね上（車体）装架としたド・ディオンアクスル方式は例外で、左右輪を結ぶ車軸とは別に車体側にデファレンシャル・ギアが設置され、継手を持ったドライブシャフト（ハーフシャフトとも）で駆動する。
必要により、車体と車軸を連結するラテラルロッドやワッツリンクなどのロッド（アーム）が使用される。垂直荷重のみを担う空気ばねやコイルばねを用いる場合には、車軸の前後および左右方向の位置決めの為に、複数のロッドを組み合わせてリンクを構成する。リーフスプリング（半だ円・1/4だ円重ね板ばね）自体が位置決めリンクを兼ねるリーフ式の場合でも、トルクロッドが追加使用されている場合がある。